# Реймонд дьо Ларош
Реймонд де Ларош (на френски: Raymonde de Laroche) (22 август 1882 – 18 юли 1919), по рождение Елизе Реймонд Дерош е била първата авиаторка и първата жена в света, която получава пилотски лиценз за аероплан.
Реймонд де Ларош е родена на 22 август 1882 г. в Париж, в семейство на водопроводчик.
Като млада тя става актриса и използва сценичното име „Реймонд де Ларош“. През 1910 г. на авиошоу в Санкт Петербург цар Николай II я награждава с медал на ордена на Света Ана и титлата баронеса.